# Diablo (игра)
Diablo е екшън компютърна ролева игра, издадена от Blizzard Entertainment и разработвана от Blizzard North. Излиза на пазара през 1996. В нея играчът (играчите) се борят срещу зли демони, които се опитват да покорят света. Основната цел в Diablo е героят да унищожи всички демони, които са в околностите на малкия град Тристрам, като събира оръжия, брони и магически предмети.

## Класове герои
Трите игрални класа в Diablo са войн, стрелец и магьосник. Всеки клас, следвайки стандартните ролеви изисквания, има свои специфични черти и особености. Войнът притежава голяма физическа мощ, стрелецът има предимство в сръчността, докато магьосникът е ориентиран към използването и заучаването на магии. В играта, обаче, възможностите на героите не са уникални; войнът може да използва магии, а магьосникът – лъкове и др.

## Чудовища
Чудовищата в Diablo са призовани от Ада. С напредването на героя в играта, той преминава през четири различни вида нива: църквата, катакомбите, пещерите и самият Ад. Всички от четирите видове нива са населени с чудовища, които са по-силни и трудни за убиване от тези в предходните нива. Когато играчът убие чудовище, то може да остави магически предмет, оръжие или броня.

## Предмети
Предметите се оставят след убийство на чудовища или се продават от търговците в играта. Предметите са няколко вида – прокълнати, нормални, магически и уникални. Обикновено уникалните предмети са с по-добри характеристики от обикновените и се намират доста по-трудно.

## Сюжет
Историята на Diablo се основава на изначалната война между Ада и Рая. Цялото царство Кандарас е обхванато от граждански войни и набези на силите на Злото. В град Тристрам се намира зловеща църква, построена върху останките на древен манастир. Някъде там долу се крие виновникът за бедите на царството – архиепископ Лазарус. Някъде из подземията се намира прокълнатия или полуделия цар Льорик, както и неговият изчезнал син... Принцът, когото трябва да откриете, унищожите и спасите... Защото принцът е омагьосан от злия Лазарус и сега той се нарича Диабло... Вашата цел е да го откриете и да унищожите Злото в него. С напредването на играча, той научава повече за Диабло от стари книги и свитъци. В края на играта играчът трябва да влезе в леговището на Диабло и да го убие.

## Игра в мрежа
Diablo може да се играе в мрежа през Интернет на сървърите на Blizzard Battle.net, в локална мрежа или в частни сървъри, като например Dreaming Архив на оригинала от 2020-06-21 в Wayback Machine.

## Допълнения
Единственото официално допълнение на Diablo – Hellfire е на фирмата Sierra Entertainment и излиза през 1997. Играта включва два нови вида подземия, включени в основната сюжетна линия, както и много нови предмети. Това допълнение не достига славата на оригинала и мнозина го смятат за провал.

## Тайни и скрити файлове
- Тайни врати в катакомбите и манастира са скрити първоначално. Когато откриете и дръпнете ръчки, прочетете книги или поставите предмет върху специални поставки, се появяват врати, отварят се проходи в стените или от земята се появяват същества, предмети и други.

## Системни изисквания заMicrosoft Windows
- Pentium-60 MHz
- 8 MB RAM (16 MB за игра в мрежа)
- Видеокарта SVGA
- Microsoft съвместима мишка
- Двускоростно CD-ROM устройство

## Системни изисквания заMac OS
- PowerPC процесор
- 16 MB RAM (32 MB препоръчителни)
- Система 7.5 или по-голяма
- Еднобутонна или двубутонна мишка
- Двускоростно CD-ROM устройство